# 馮應麟
馮應麟（1510年—？），字德及，陝西鳳翔府鳳翔縣人，民籍，明朝政治人物。

## 生平
嘉靖十九年（1540年）庚子科陝西鄉試第十二名舉人。嘉靖二十三年（1544年）中式甲辰科會試第三百八名，登第三甲第九十名進士。授湖州府推官，与通判汤世贤在岘山上建逸老堂，作为耆老雅集之处，由曾做过工部尚书的刘麟主盟逸老会社。後官至户部主事。

## 家族
曾祖馮胤；祖父馮綬，貢士；父馮晟。前母樊氏；母董氏。严侍下。兄應麒。